# Жаманколь (озеро)
Жаманко́ль (каз. Жаманкөл) — озеро на території Казахстану.
Озеро розташоване по правому березі річки Карасу, правому рукаві Хобди.
Береги озера болотисті.